# Padrenostro
 (septembre 2020).
Si vous disposez d'ouvrages ou d'articles de référence ou si vous connaissez des sites web de qualité traitant du thème abordé ici, merci de compléter l'article en donnant les références utiles à sa vérifiabilité et en les liant à la section « Notes et références ».
Pour plus de détails, voir Fiche technique et Distribution.
Padrenostro est un film italien réalisé par Claudio Noce, sorti en 2020.
Il est basé sur l'attentat que le père du réalisateur a subi en 1976.
Il est sélectionné en compétition officielle à la Mostra de Venise 2020 et Pierfrancesco Favino remporte la Coupe Volpi de la meilleure interprétation masculine.

## Fiche technique
- Titre français : Padrenostro
- Réalisation : Claudio Noce
- Scénario : Enrico Audenino et Claudio Noce
- Décors : Valeria Vecellio
- Costumes : Olivia Bellini
- Photographie : Michele D'Attanasio
- Montage : Giogiò Franchini
- Pays d'origine : Italie
- Format : Couleurs - 35 mm
- Genre : drame
- Dates de sortie :
  - Italie : 4 septembre 2020 (Mostra de Venise 2020), 24 septembre 2020 (sortie nationale)

## Distribution
- Pierfrancesco Favino : Alfonso
- Barbara Ronchi : Gina
- Mattia Garaci : Valerio
- Francesco Gheghi : Christian
- Anna Maria De Luca : grand-mère Maria
- Mario Pupella : grand-père Giuseppe
- Lea Favino : Alice
- Eleonora De Luca : Ketty
- Antonio Gerardi : Francesco
- Francesco Gheghi : Christian

## Production

### Genèse et développement
Le réalisateur Claudio Noce s'est inspiré de son histoire personnelle et de la tentative d'assassinat de son père, inspecteur de police, durant les années de plomb.

## Distinction

### Récompense
- Mostra de Venise 2020 : Coupe Volpi de la meilleure interprétation masculine pour Pierfrancesco Favino